# جاكي برايس
جاكي برايس (بالإنجليزية: Jackie Price)‏ هو لاعب كرة قاعدة أمريكي، ولد في 13 نوفمبر 1912، وتوفي في 2 أكتوبر 1967 بسبب شنق.

## وصلات خارجية
- جاكي برايس على موقعبيزبول رفرنس.كوم (الدوري الرئيسي) (الإنجليزية)